# 갈마동
갈마동(葛馬洞)은 대전광역시 서구에 있는 법정동이다. 행정동으로는 갈마1동과 갈마2동이 있다.

## 역사
조선 시대에는 공주군에 속했다가, 1914년 행정구역 개편 때 대전군 유천면 갈마리가 되었다. 1963년 대전시 구역 확장에 따라 갈마동으로 대전시에 편입된 뒤, 1979년 행정동인 갈마1동과 갈마2동으로 분동되었다. 1988년 대전시 서구 관할이 되었고, 1989년 대전직할시 서구 갈마동을 거쳐, 1995년 대전광역시 서구 갈마동이 되었다.

## 연혁
- 조선시대 초기 공주군 천내면, 조선후기 회덕군 천내면
- 1963년 1월 1일 : 대전시에 편입된 후
- 1977년 9월 1일 : 대전시 중구 갈마동으로 행정구역 변경
- 1988년 1월 1일 : 대전시 중구에서 서구 갈마동으로 행정구역 개편
- 1998년 1월 1일 : 대전광역시 서구 갈마1동으로 현재에 이름
- 2012년 1월 30일 : 대전광역시 서구 신갈마로 191으로 청사 이전

## 교육
- 봉산초등학교
- 둔원초등학교
- 둔산중학교
- 갈마중학교
- 둔원중학교
- 둔원고등학교
- 대전둔산여자고등학교
- 한밭고등학교

## 교통
- 대전 도시철도 1호선 갈마역

## 아파트
| 단지명        | 건설사     | 시행사     | 주소                | 입주        | 비고               |
| ------------- | ---------- | ---------- | ------------------- | ----------- | ------------------ |
| 큰마을        | ㈜경성건설 | ㈜경성건설 | 서구 대덕대로 150   | 1995년 12월 |                    |
| 영락인터빌    | 영락건설㈜ | ㈜대근개발 | 서구 신갈마로 58-17 | 2001년 6월  |                    |
| 갈마 미소지움 | 신성건설   | ㈜신화개발 | 서구 신갈마로 66-17 | 2005년 3월  | 구 백룡아파트 부지 |